# Simeon Iwanowitsch

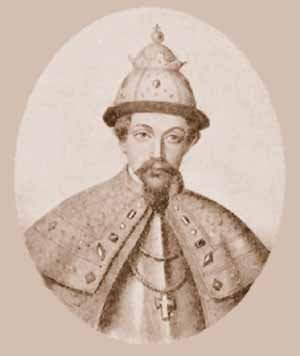
Simeon Iwanowitsch

Simeon Iwanowitsch (russisch Симеон Иванович, wiss. Transliteration Simeon Ivanovič; * 1316; † 1353), genannt Gordy („der Stolze“), aus dem Geschlecht der Rurikiden war ab 1341 Großfürst von Wladimir-Moskau. Er war ein Sohn Iwan Kalitas.
Nach dem Tod seines Vaters erhielt Simeon wie jeder seiner Brüder und die Gemahlin Iwans ein Viertel des Fürstentums Moskau; sein Erbteil umfasste allerdings die wichtigsten Städte Moskau, Moschaisk und Kolomna sowie die Großfürstenwürde von Wladimir. Möglichen Familienstreitigkeiten ging er durch eine vertragliche Regelung mit seinen jüngeren Brüdern aus den Weg. So wurden fortan nicht mehr die Hoheitsrechte der Gebiete des Fürstentums geteilt, sondern nur die Einkünfte. Die Vertretung nach außen verblieb bei Simeon. Den Großfürstentitel erhielt er vom Großkhan nach vorausgegangenen Bestechungen zuerkannt und setzte sich damit gegen seine russischen Konkurrenten aus Twer und Susdal durch. Simeon profitierte davon, dass sein Vater die Hegemonie Moskaus in der Rus durchgesetzt hatte. Auch der Konflikt mit Twer flammte nicht wieder auf. Diese Einigung wurde 1346 durch die Vermählung Simeons mit der Fürstentochter Maria aus Twer unterstrichen, nachdem seine erste Frau Aigustė Anastasia von Litauen ein Jahr zuvor gestorben war. Mit Maria zeugte er vier Söhne, die aber alle früh im Kindesalter starben. Um den Großfürstentitel zu sichern und das gute Verhältnis zum Großkhan der Tataren zu erhalten, reiste er fünfmal nach Sarai, ins Zentrum der Goldenen Horde. 1353 fiel Simeon einer Pestepidemie, die in der ganzen Rus ausgebrochen war, zum Opfer. Die Herrschaft ging an seinen Bruder Iwan II. über.